# 女が職場を去る日
『女が職場を去る日』（おんながしょくばをさるひ）は、沖藤典子作のノンフィクション。1979年3月刊行。

## 内容
家庭を持っても仕事は続けたい女性が増えているが、転勤・育児・介護などにより、職場を去らざるを得なかった沖藤自身の体験をもとに書いたものである。

## テレビドラマ
1979年11月10日22:00-23:24にフジテレビ系列にて、西武流通グループ提供の『西武ドラマスペシャル』として放送された。2022年7月29日に【昭和の名作ライブラリー】シリーズ 第103集／ザ・女たちの決断 傑作ドラマセレクション コレクターズDVDの1編として、初パッケージ化された。
会社へ勤めることが働くことなのか、働くのは何のためか、生きがいとは何か、というテーマを投げかけた。西武流通グループによる番組内CMは、3回で合計9分あったが、その全てが働く女性の意見（現実に即した自分の生き方や考え方を語る内容）をとりあげるものであった。

### あらすじ
岡田典子（倍賞千恵子）は、市場調査会社に勤めて14年、男勝りの仕事を買われて室長に任命されたが、その1ヵ月後、建設会社で働く夫の明（山本学）が札幌へ転勤となった。そのうえ、家で子どもの相手をしてくれていた老父（松村達雄）が入院、がんと宣告される。中学生と幼稚園児の二人の娘を抱えて、つらい毎日が続くが、最終的には退職し、札幌への転居を決意する。

### 出演
- 岡田典子 - 倍賞千恵子
- 岡田明 - 山本学
- 松村達雄
- 荻野目慶子
- 内藤武敏
- 渥美国泰
- ハナ肇

### スタッフ
- 脚本 - 水木洋子
- 演出 - 久野浩平

### 主題歌
- 「花びらは風に」（作詞：辻井喬 作曲：井原宏泰 編曲：クニ河内 歌：大塚博堂）